# 除夜の鐘

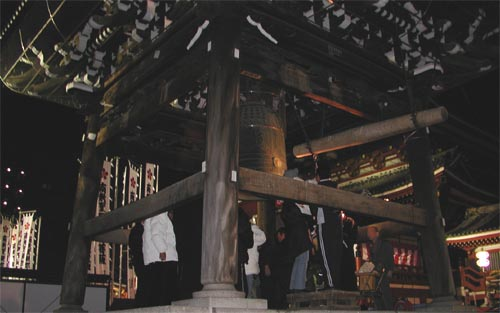
除夜の鐘を打つ参拝客（名古屋市、大須観音）

除夜の鐘（じょやのかね）は、日本仏教にて年末年始に行われる年中行事の一つ。12月31日の除夜（大晦日の夜）の深夜0時を挟む時間帯に、寺院の梵鐘を撞（つ）くことである。除夜の鐘は多くの寺で108回撞かれる。

## 日本の除夜の鐘

### 起源
中国の宋代の禅宗寺院の習慣に由来するとされ、日本でも禅寺で鎌倉時代以降にこれに倣って朝夕に鐘が撞かれたが、室町時代には大晦日から元旦にかけての除夜に欠かせない行事になったという。禅寺では年の変わり目に鬼門（北東方向）からの邪気を払うために行われていたとされる。

### 108の由来
除夜の鐘は多くの寺で108回撞かれる。この「108」という数の由来については、次のような複数の説があるが、どれが正しいかはわかっていない。
煩悩の数
人間の煩悩の数とする説がある。眼（げん）・耳（に）・鼻（び）・舌（ぜつ）・身（しん）・意（い）の六根のそれぞれに好（こう：気持ちが好い）・悪（あく：気持ちが悪い）・平（へい：どうでもよい）があって18類、この18類それぞれに浄（じょう）・染（せん：きたない）の2類があって36類、この36類を前世・今世・来世の三世に配当して108となり、人間の煩悩の数を表す。
四苦八苦
四苦八苦の意味で四九（36）と八九（72）を足したものとする説がある。
1年間
月の数の12、二十四節気の数の24、七十二候の数の72を足した数が108となり、1年間を表すとする説がある。
なお、寺によって撞く回数は108回と決まらず、200回以上の場合などがある。

### 宗旨
除夜の鐘はもとは禅宗寺院の行事だった。しかし、後述のように昭和初期のラジオ中継を通して日本全国に広まったという。
浄土真宗の寺院でも除夜の鐘を撞く寺院があるが、真宗大谷派本山の東本願寺では「親鸞聖人の教えでは、煩悩を払うという考え方はしない」として除夜の鐘は実施していない。また、本願寺派本山の西本願寺でも、鐘は法要前や平和を祈るために鳴らすものとしており除夜の鐘は実施していない。

### 作法
鐘を撞く前には鐘に向かって合掌する。

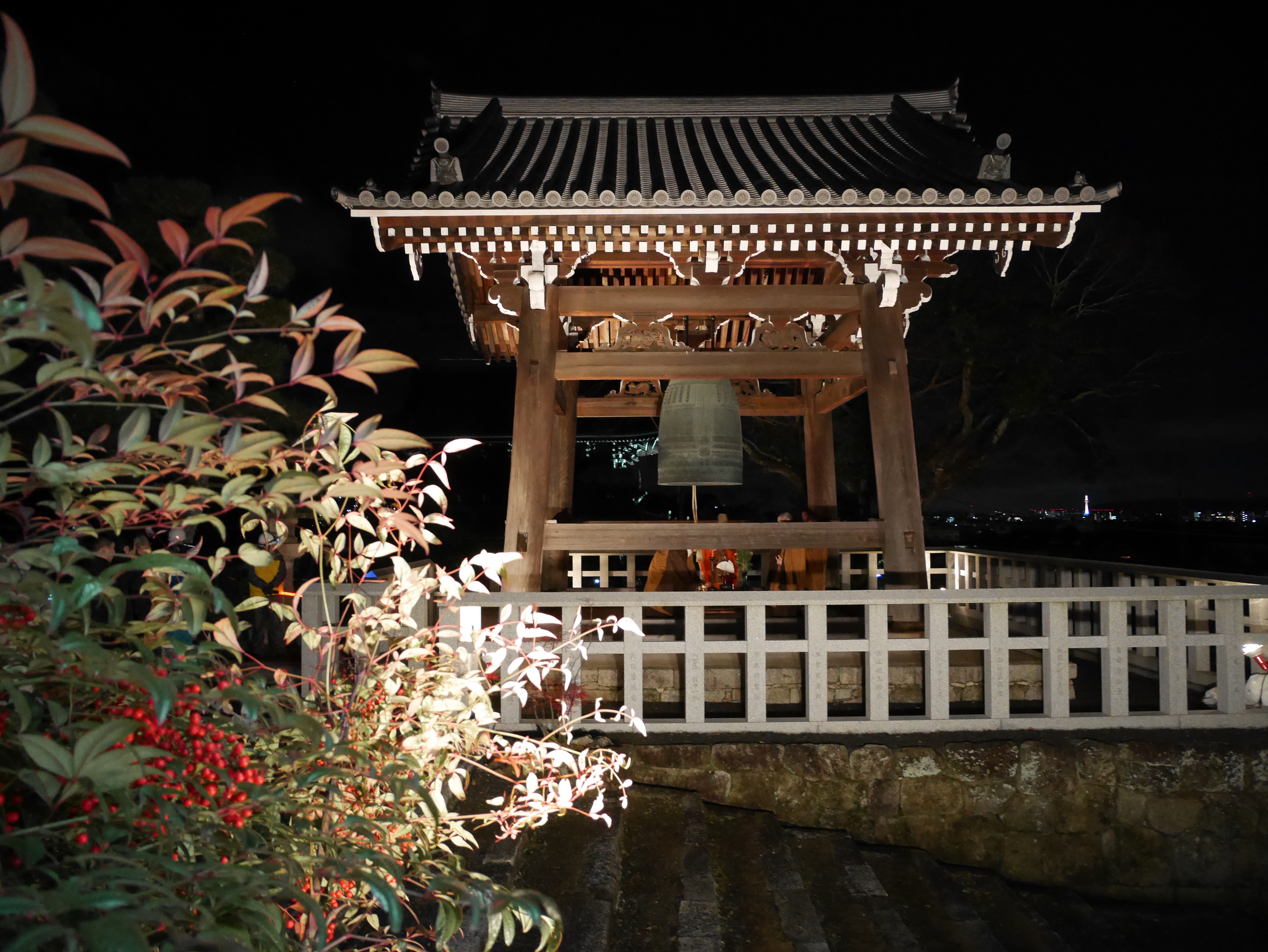

鐘を撞く時間帯に関しては年を跨いで鐘を撞く寺院と年明け午前零時から撞き始める寺院がある。
- 年を跨いで鐘を撞く寺院 - 撞き始めの時刻は23時00分、23時30分、23時45分など様々。108回撞く寺院においては、108回のうち107回は旧年（12月31日）のうちに撞き、残りの1回を新年（1月1日）に撞くとする寺院もある。
- 年明け午前零時から撞き始める寺院 - 増上寺、浅草寺、成田山新勝寺など[4]。

### 歴史

#### ラジオ放送
神奈川大学の平山昇准教授によると除夜の鐘の風習は明治時代には忘れられていたが、昭和初期のラジオ中継を通して全国に広まったという。
東京・上野の寛永寺にて1927年（昭和2年）、JOAK（NHK放送センターの前身である社団法人東京放送局）のラジオによって史上初めて中継放送された。これが「除夜の鐘」という風習が日本に広く定着するきっかけとなった。浄土宗総本山である知恩院でも除夜の鐘の最古の記録は1928年（昭和3年）か29年（4年）頃としておりラジオ局の要請で始められたとしている。

#### 戦時の鐘
1941年（昭和16年）、日本は第二次世界大戦に突入。12月末、日本軍は香港の戦いに勝利した。この年、日本放送協会は除夜の鐘のラジオ放送の代わりに、香港攻略時の砲声（録音）を流している。戦況が悪化し始めると、多くの寺鐘は金属回収令により失われ、除夜の鐘が鳴らせなくなった。このため、一部寺院では、大太鼓を代わりとしていた。

#### 除夜の鐘の変化
役僧・檀家の高齢化や近隣住民から騒音としての苦情により、大晦日の昼間に撞いたり、中止したりする寺もある。こうした動きに対しては「騒音ではなく、安易にやめる必要はない」「ラジオの普及で広まった文化であり、深夜にこだわる必要はない」という両論がある。
例として、普門寺（ふもんじ、愛知県豊橋市）は境内が山あいに立地して周辺に街灯も無いため、参拝者の安全に配慮して、2016年（平成28年）から「おおみそかの鐘」として正午より実施している。また立尅寺（りゅうこくじ、富山県滑川市）では、少子高齢化による参拝者の減少と夜間の石階段の凍結や積雪の危険を考慮し、除夜の鐘を2021年（令和3年）から午後2時半に変更している。

### 放送
NHK『ゆく年くる年』で、日本各地の寺院で除夜の鐘が撞かれながら年が明ける様子を全国中継しているが、『ゆく年くる年』の番組開始当初のタイトルこそ『除夜の鐘』であった。

### 動画
- 梵鐘の音色